# 최흑려
최흑려(崔黑驢, ? ~ 1373년)는 고려 공민왕 때의 무장이다.

## 생애
공민왕 13년(1364년) 원에 체류하며 공민왕을 모함하는데 앞장섰고 원으로부터 공민왕을 대신해 새로운 고려왕으로 임명된 덕흥군을 받들어 고려로 향한 최유의 군대가 압록강을 넘어 고려의 의주를 공격했다. 최유의 군대가 의주성의 궁고문(弓庫門)을 포위하였을 때 고려의 도지휘사(都指揮使) 안우경(安遇慶)이 일곱 번 싸워 이를 물리쳤다.
최유는 높은 산에 올라가 고려군이 수가 적고 후원도 오지 않는 것을 파악하고 군을 일곱 부대로 나누어 북을 치고 떠들썩하게 진군해 갔다. 고려군은 의주 성내로 퇴각하였고, 중랑장(中郞將)이던 최흑려가 퇴각하는 고려군의 후미를 맡아서 말에서 내려 창을 쥐고 문 밖에서 적군을 마주하고 섰다. 이때 최흑려의 당당한 모습을 본 최유의 군은 선뜻 전진하지 못하였다고 한다. 최흑려는 최유의 군이 진군하지 못하는 사이 고려군을 뒤에서 호위하며 천천히 성으로 들어왔다.
이후 의주성의 고려군은 전열을 정비해서 다시 나가 싸웠으나 도병마사(都兵馬使) 홍선(洪瑄)이 포로로 잡히고 고려군은 안주(安州)로 퇴각, 최유의 군은 선주(宣州)를 점령하였다. 이때 고려 조정은 찬성사 최영을 도순위사(都巡慰使)로 삼아 정예 군사를 거느리고 안주로 가서 모든 군사를 지휘하게 하였고, 이성계에게 동북면에서 정예 기병 1천 기를 거느리고 니성으로 가게 하였다. 도체찰사(都體察使) 이순(李珣)과 도병마사 우제(禹磾) ㆍ 박춘(朴椿)의 병력도 안주의 고려군에 합류하여 병력이 불어났다. 최영은 진군하는 길에 패주하는 군사를 만나면 목을 베어 군중에 돌려서 군령을 엄숙하게 잡았고, 정주(定州)에 이르렀던 최유의 척후 기병도 고려의 도지휘사 안우경이 거느린 정예 기병 3백 기의 습격으로 패퇴, 최유군의 장군 송신길(宋臣吉)이 죽었다. 이어 정주 달천(㺚川)에서 이성계가 지휘하는 고려군에 대패하고 17기만이 살아 돌아갔다.
공민왕 22년(1373년) 앞서 제주로 옮겨졌다가 바다에 빠져 죽은 것으로 알려져 있던 충혜왕의 서자 석기가 평양에서 평양윤 전록생과 서해도도순문사 김유에 의해 발각되어 즉결 처형되었을 때, 앞서 제주로 가는 길에 바다에 빠졌다고 조정에 보고했던 이안(李安), 정보(鄭寶) 두 사람은 "석기가 살아있는 데도 죽었다고 거짓으로 보고하였다"는 이유로 불충의 죄를 물어, 마찬가지로 석기를 도망치도록 방조한 그의 외조부 임신(林信)과 함께 처형되었고, 최흑려 역시 김광수(金光秀), 김옥경(金玉鏡), 이인(李仁), 김체, 서대길 등과 함께 그들의 당여로 몰려 처형되었다.

## 같이 보기
- 덕흥군
- 최유의 난
- 왕석기
- 안우경